# Silver Party
Die Silver Party („Silberpartei“) war eine Partei in den USA, die vor allem um 1900 in Nevada erfolgreich war, wo sie zwei Gouverneure stellte. Kernthema ihrer politischen Ideologie war der Bimetallismus, der sie mit ihrem amerikaweit wichtigsten Koalitionspartner, der Populist Party verband. Die meisten Aktivisten der Party wechselten nach ihrem Niedergang zu den Democrats.
Die Partei entstand am 15. September 1892 an einer Konferenz der Silver League von Nevada in Winnemucca. Bei der US-Präsidentschaftswahl 1892 unterstützen die 3 für Nevada gewählten Wahlmänner der Partei den Kandidaten der Populist Party, James B. Weaver. In den US-Senat schickte die Partei 1893 den ehemaligen Republikaner William M. Stewart. Stewart war an der Spitze des Wahlerfolgs der Partei, die als Kleinpartei fast den gesamten Staatsapparat Nevadas übernahm, darunter auch das Amt des Gouverneurs durch John Edward Jones, was den Staat jedoch national isolierte und bundesstaatliche Wirtschaftshilfen behinderte.

## Belege
1. ↑  Glass, Mary Ellen, 1969 Silver and politics in Nevada: 1892-1902 University of Nevada Press: Reno, S. 58f.
2. ↑  Glass, Mary Ellen, 1969 Silver and politics in Nevada: 1892-1902 University of Nevada Press: Reno, S. 59f.
3. ↑  Glass, Mary Ellen, 1969 Silver and politics in Nevada: 1892-1902 University of Nevada Press: Reno, S. 60ff.